# یواس‌اس وینسلو (دی‌دی-۵۳)
یواس‌اس وینسلو (دی‌دی-۵۳) (به انگلیسی: USS Winslow (DD-53)) یک کشتی بود که طول آن ۳۰۵ فوت ۳ اینچ (۹۳٫۰۴ متر) بود. این کشتی در سال ۱۹۱۵ ساخته شد.